# Видимо-невидимо
«Видимо-невидимо» (бел. «Відзьмо-нявідзьмо») — белорусская культурная телевизионная программа, созданная в 1992 году и вышедшая в 3 ноября того же года на белорусском телевидении. Программа изначально снималась редакцией заказных программ. Автор и ведущий — Сергей Филимонов, закончивший исторический факультет БГУ в 1981 году со специальностью критика буржуазной культуры и пропагандиста научного коммунизма. Ведущий программы рассказывает на белорусском языке о жизни мирового шоу-бизнеса, новинках киноиндустрии, музыке и о деятельности артистов, а также культуре разных народов.
В 2002 году руководство БТ не продлило «договорные отношения» с авторами и прекратило показ программы. Но программа не закрылась и нашла новое сотрудничество со столичным телевидением. Последний выпуск «Видимо-невидимо» вышел 24 июня 2011 года на телеканале СТВ.
С осени 2012 года до января 2017 года «Видимо-невидимо» выходила на независимом телеканале Белсат. С 2017 года Видимо-невидимо выходила как пятиминутная рубрика Видимо-невидимо-плюс в рамках передачи «Студия Белсат», а также в виде больших сезонных обзоров.